# 若き日の信長
『若き日の信長』（わかきひののぶなが）は、1959年に日本で制作された時代劇映画。大映京都、白黒シネマスコープ製作。大佛次郎の歌舞伎劇を森一生監督で映画化したもので、若き日の織田信長の日々を描いた市川雷蔵主演作。

## スタッフ

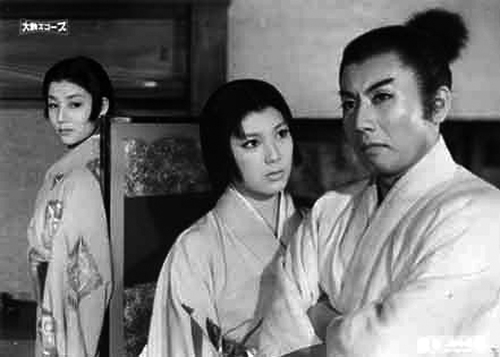
左から青山京子、金田一敦子、市川雷蔵

- 企画 : 辻久一
- 監督 : 森一生
- 脚本 : 八尋不二
- 原作 : 大佛次郎
- 撮影 : 相坂操一
- 音楽 : 斎藤一郎
- 美術 : 内藤昭
- 録音 : 林土太郎
- 照明 : 岡本健一

## キャスト
- 上総介信長 : 市川雷蔵
- 弥生（山口左馬之助の娘） : 金田一敦子
- 小萩 : 青山京子
- 林美作守 : 高松英郎
- 平手五郎右衛門 : 北原義郎
- 勘十郎信行 : 舟木洋一
- 平手甚三郎 : 市川染五郎
- 平手中務政秀 : 小沢栄太郎
- 木下藤吉郎 : 月田昌也
- 山口九郎二郎 : 伊沢一郎
- 岩室長門守 : 清水元
- 大石寺覚円 : 佐々木孝丸
- 山口左馬之助 : 香川良介
- 林佐渡守 : 荒木忍
- 平手監物 : 松岡良樹

## テレビドラマ
本作を原作とするテレビドラマが2本放送された。
- 1961年1月10日にNET（現：テレビ朝日）の『名作菊五郎劇場』（火曜20:00 - 21:00）で放送。主演は十一代目市川團十郎。
- 1964年10月30日から同年11月20日まで、フジテレビの『シオノギテレビ劇場』で「市川猿之助アワー 若き日の信長』として放送。主演は市川猿之助（二代目市川猿翁）。

| NET 名作菊五郎劇場            | NET 名作菊五郎劇場                         | NET 名作菊五郎劇場      |
| 前番組                        | 番組名                                     | 次番組                  |
| ----------------------------- | ------------------------------------------ | ----------------------- |
| 人情噺夢の芝浜                | 若き日の信長 （1961年版）                  | 瞼の母                  |
| フジテレビ シオノギテレビ劇場 |                                            |                         |
| 露地の星                      | 市川猿之助アワー 若き日の信長 （1965年版） | 仲代達矢アワー 加賀騒動 |